# Ubaldo Bellugi
Ubaldo Bellugi (Massa, 1899 – Massa, 3 gennaio 1992) è stato un poeta, commediografo e politico italiano.

## Biografia
Nato a Borgo del Ponte, intorno a lui si raccolse il primo nucleo del movimento fascista a Massa il 30 aprile 1921. Venne eletto consigliere comunale nell’ottobre del 1922, poi assessore supplente e quindi effettivo.
Da maggio a dicembre del 1925 nominato Pro-Sindaco e poi, nel 1926 Commissario Regio. Dal 17 gennaio 1927 è il primo Podestà di Massa, una carica che ricopre ininterrottamente sino al 29 marzo del 1938, data delle sue dimissioni. In questa veste diede alla sua città un assetto moderno, con opere pubbliche imponenti e innovative.
"L'ultimo Maggio", scritto con lo pseudonimo Frigidus, risulta essere tra le sue prime opere per il teatro. "La Via Nòa", quella che gli dette il successo nazionale, fu tradotta in dialetto veneziano dal più famoso attore teatrale dialettale di quel tempo, Cesco Baseggio, che la mise in cartellone e con la sua compagnia la rappresentò in varie città italiane.
La produzione artistica del Bellugi, si scandisce lentamente nel tempo: suo è il testo del prologo alla commedia in massese "Baltromeo calzolaro", di Paolo Ferrari, autore fondamentale per il teatro italiano, modenese di nascita e massese di adozione.
Il "Prologo al Baltrò" venne scritto dal Bellugi in occasione della rappresentazione dell'opera del Ferrari al Teatro Astor di Massa, nella primavera del 1952. Negli anni intorno al 1960 nacquero altre quattro commedie in massese del Bellugi tra cui "Gente del Ponto" che ottenne un buon successo al Teatro Guglielmi.
La principale opera poetica dialettale del Bellugi è "Pan fatto 'n cà" pubblicata nel 1970 e composta da 29 poesie.
Nel campo della drammaturgia spicca il "Giulio Cibo", pubblicato nel 1981 dalla Deputazione di Storia Patria per le Antiche Provincie Modenesi, Sezione di Massa e Carrara. Il dramma, tratto dal testo storico di un altro illustre cittadino massese, il conte Luigi Staffetti (1869-1929), venne adattato per la Rai, che ne aveva stabilito l'allestimento, poi non voluto realizzare, per la messa in onda televisiva.
Ultimo, ma non certo minore aspetto letterario del Bellugi fu quello di autore di fiabe per bambini. "La bisaccia delle fiabe", "Fiabe in cielo", "L'ultimo centauro" suscitarono l'attenzione di Jean Piaget (1896 - 1980), maestro della moderna psicologia infantile. In questo settore, con "La città delle navi", pubblicata nella raccolta "Fiabe di Mare", Bellugi vinse nel 1972 la settima edizione dell'"Áncora d'oro", premio annuale bandito dal comune di Genova in occasione del Salone nautico, per promuovere racconti inediti di argomento marinaresco.